# Upírův pomocník
Upírův pomocník je 2. kniha ze ságy Darren Shan od Darrena O'Shaughnesseyho. Je součástí trilogie Upíří krev. Darren Shan a Madame Okta, Upírův pomocník a Krvavé chodby. Upírův pomocník byl poprvé vydán ve Velké Británii nakladatelstvím Collins v roce 2000 a později jako součást trilogie Upíří krev v roce 2003.

## Děj
Na začátku sledujeme Darrena Shana a jeho učitele Lartena Hroozleyho. Darren se snaží vyrovnat se životem upírova pomocníka, ale stále odmítá pít lidskou krev. Jako poloupír je velice osamělý, všechny případné lidské přátele by mohl zranit a kromě pana Hroozleyho nikoho nemá. Ten se ho snaží naučit, jak být správným upírem, ale lituje, že Darrena donutil opustit svět lidí. Aby nebyl Darren tak osamělý, vezme ho do Circo Monstroso, svého dřívějšího působiště.
Tam se Darren spřátelí s hadím chlapcem Evra Fonem. A následně i chlapcem z města, v němž se právě Circo Monstroso nachází. Kromě Evry Fona, místního Sama Gresta, se seznámí i s ekologickým aktivistou Regáčem Vegáčem. Ale právě ten ukončí Darrenovo šťastné období v Circu. Jako ekolog nesouhlasí se zajetím Vlčího muže (velmi divokého vystupujícího z Circa), a už vůbec ne s tím, že ho krmí zvířaty ukradenými od místních sedláků. Vlčího muže osvobodí, a ten zabije Sama Gresta. Pan Hroozley přesvědčí Darrena, aby vypil Samovu krev, protože tak může uchovat část Samovy duše v sobě. A tak se Darren poprvé napije lidské krve, které se nikdy napít nechtěl.